# Liste der Kulturgüter in Bosco/Gurin
Die Liste der Kulturgüter in Bosco/Gurin enthält alle Objekte in der Gemeinde Bosco/Gurin im Kanton Tessin, die gemäss der Haager Konvention zum Schutz von Kulturgut bei bewaffneten Konflikten, dem Bundesgesetz vom 20. Juni 2014 über den Schutz der Kulturgüter bei bewaffneten Konflikten sowie der Verordnung vom 29. Oktober 2014 über den Schutz der Kulturgüter bei bewaffneten Konflikten unter Schutz stehen.
Objekte der Kategorien A und B sind vollständig in der Liste enthalten, Objekte der Kategorie C fehlen zurzeit (Stand: 1. Januar 2023).

## Kulturgüter
| Foto |                                                                                 | Objekt | Kat. | Typ | Standort                             | Beschreibung |
| ---- | ------------------------------------------------------------------------------- | --- | ---- | --- | ------------------------------------ | ------------ |
| ja   | Datei hochladen · Wikidata zu Walserhaus (Q117224322)                           | Walserhaus KGS-Nr.: 08564                                                                                 | A    | G   | Ufum Heingåårt 19 680976 / 130077    |              |
| ja   | Datei hochladen · Wikidata zu Pfarrkirche Santi Giacomo e Cristoforo (Q3668176) | Pfarrkirche Santi Giacomo e Cristoforo / Chiesa parrochiale dei Santi Giacomo e Cristoforo KGS-Nr.: 05329 | B    | G   | Em Doorf 32 681077 / 130064          |              |
| ja   | Datei hochladen · Wikidata zu Aufgeständerter Kornspeicher (Q29884092)          | Aufgeständerter Kornspeicher / Granaio su sostegni KGS-Nr.: 05330                                         | B    | G   | Ufum Heingåårt 16 681027 / 130055    |              |
| ja   | Datei hochladen · Wikidata zu Aufgeständerter Kornspeicher (Q29884094)          | Aufgeständerter Kornspeicher / Granaio su sostegni KGS-Nr.: 05331                                         | B    | G   | Ferder 29 681338 / 130249            |              |
| ja   | Datei hochladen · Wikidata zu Museum Walserhaus (Q27479851)                     | Walserhaus (Sammlung) KGS-Nr.: 12042                                                                      | B    | S   | Ufum Heingåårt 19–21 680978 / 130074 |              |